# Nannocythere
Nannocythere är ett släkte av kräftdjur som beskrevs av Schäfer 1953. Nannocythere ingår i familjen Loxoconchidae.
Släktet innehåller bara arten Nannocythere pavo.